# Too Cool (canción)
«Too Cool» es el quinto sencillo de la banda sonora de la película Camp Rock. La canción es cantada por el personaje de Meaghan Martin "Tess Tyler" la canción fue escrita y producida por Adam Anders & Nikki Hassman.

## Promoción
La canción fue escrita y producida por Adam Anders y Nikki Hassman y es interpretada por la Cantante y Actriz Meaghan Jette Martin. Fue lanzada el 10 de junio de 2008 y está incluida en la banda sonora de la película de Disney Channel Camp Rock.

## Utilización de la canción enCamp Rock
La canción es utilizada como principal vínculo para Tess, Mitchie y Shane, todo empieza en el concierto de la fogata después de que Mitchie decide unirse al grupo de Tess, pero Mitchie se siente algo incómoda en el coro y ver que Tess es la única que canta del grupo, mientras que Shane disfruta de la canción por lo que Tess se ciente bien con ello.

## Video
En el video se puede ver a Tess cantando con un vestido dorado y a Mitchie, Peggy y Ella vestidas con un vestido plateado, mientras que Tess es la cantante principal, Mitchie, Peggy y Ella se encuentran en el coro. en la canción Tess habla de que ella es demasiado genial para conocer a ese chico que el gusta (Shane) pero que ese chico tiene surte de que ella vea algo en él.